# Dendi (popolo)
I Dendi sono un popolo dell'Africa occidentale, stanziato principalmente nel nord del Benin, nei comuni di Karimama e Malanville. Per ragioni commerciali, alcuni si stabilirono in centri urbani tradizionalmente dominati dalla lingua Baatɔnum (bariba) come Kandi, Parakou e poi Djougou. Sono generalmente considerati un sottogruppo dei Songhai. 
Durante il periodo dell'impero Songhai, i Dendi praticavano il commercio lungo le rotte carovaniere. Oggi sono ancora commercianti, ambulanti e non, ma molti praticano un'agricoltura di sussistenza. La maggior parte sono musulmani.
Mentre il termine “dendi” copre una realtà “complessa, ambigua e dai molteplici significati”, queste disparità sono parzialmente cancellate dalla lingua – in espansione –, dalla pratica del commercio e dall’Islam.